# Birger Hungerholdt
Birger Hungerholdt (* Juni 1950) ist ein ehemaliger norwegischer Radrennfahrer und nationaler Meister im Radsport.

## Sportliche Laufbahn
Hungerholdt war im Straßenradsport aktiv. 1974 gewann er die nationale Meisterschaft im Mannschaftszeitfahren mit Thorleif Andresen, Bjarte Bruland und Asbjørn Berger. 1975 gewann er den Titel mit Thorleif Andresen, Jan Erik Gustavsen und Svein Langholm.
2005 wurde er Manager des Radsportteams Joker Fuel of Norway, in dem auch Alexander Kristoff und Edvald Boasson Hagen fuhren. Zudem wurde er Direktor der Tour of Norway.